# 小杉修二
小杉 修二 （こすぎ しゅうじ、1944年11月4日 - ）は、日本の経済学者。博士（経済学）（駒澤大学・論文博士・1989年）。駒澤大学元教授。専門分野は中国経済論。

## 来歴
1968年3月、東京教育大学文学部東洋史学専攻科卒業。1971年3月、同大学大学院文学研究科修士課程修了。1974年3月、東京大学大学院人文科学研究科博士課程満期退学。
1974年、東京大学東洋文化研究所助手。1980年、東海大学文学部文明アジア学科助教授。1982年、駒澤大学経済学部助教授。1988年、同教授に就任。

1989年、学位論文「現代中国の国家目的と経済建設 : 超大国志向・低開発経済・社会主義」で、博士（経済学）（駒澤大学）の学位を取得。
1995年、第2部経済学科主任。2005年、経済学部長を歴任。2015年に定年退職。
著書に「現代中国の国家目的と経済建設 -超大国志向・低開発経済・社会主義-」「反帝国主義革命における中国国民党」（共著）など。

## 著書
- 国立国会図書館 を参照

### 論文
- CiNii